# Georg Kramer
Georg Kramer (Darmstadt, 8 oktober 1890 – St. Blasien, 10 augustus 1984) was een Duitse componist, muziekpedagoog en hoornist.

## Levensloop
Kramer studeerde van 1905 tot 1909 muziek aan de muziekschool van Bad Liebenwerda. Vervolgens werkte hij als hoornist in diverse orkesten in Darmstadt, Heilbronn, Konstanz en Colmar. Vanaf 1946 werkte hij als muziekleraar in Waldshut-Tiengen. Als componist was hij autodidact en schreef een aantal werken voor harmonieorkest en kamermuziek.

## Composities

### Werken voor harmonieorkest
- 1956 Musikalischer Prolog
- Angelika, intermezzo
- Die Ehrenparade
- Generaloberst Ernst Udet-Marsch
- Graf von Spee-Marsch
- Vivat Küssaburg, concertmars